# Palais Marino
Le palais Marino (en italien : palazzo Marino) est un édifice de Milan, situé piazza della Scala à Milan.

## Histoire
Le Palazzo Marino est un palais du XVIe siècle situé dans la piazza della Scala, dans le centre de Milan. Il borde la piazza San Fedele, la piazza della Scala, via Case Rotte et via Tommaso Marino.
Le palais a été construit par le commerçant de Gênes et banquier Tommaso Marino. Il est devenu une propriété de l'État en 1781. Depuis le 9 septembre 1861 il est le siège de la mairie de Milan.
Le palais a été construit de 1557 à 1563 pour Tommaso Marino. Il a été conçu par l'architecte Galeazzo Alessi de Pérouse. Sa façade principale était à l'origine celle qui faisait face à la piazza San Fedele, car la piazza della Scala n'existait pas encore; La zone correspondante a été occupée par des bâtiments. La construction a parfois été ralentie par l'opposition de la population, qui avait une attitude très conservatrice vis-à-vis de l'architecture du centre de Milan.
Plusieurs sculpteurs de la Fabbrica del Duomo ont été impliqués dans les décorations du Palazzo Marino. Dans la cour, des sculptures ont été érigées représentant les travaux d'Hercule et les Métamorphoses. Le plafond de la salle principale (« Salone degli Alessi ») comportait des fresques et des stucs du mariage de Cupidon et Psyché par Andrea et Ottavio Semini.
Les quatre coins du plafond ont également été décorés à fresque par Aurelio Busso représentant les Quatre Saisons. D'autres fresques ainsi que des bas-reliefs ont décoré les murs, avec des thèmes mythologiques tels que Muses, Bacchus, Apollon et Mercure réalisés par Ottavio Semini. Les reliefs représentent l'« histoire de Persée ».
Quand Marino est mort en laissant sa famille en faillite, le palais est devenu propriété de l'État, mais en 1632 il a été vendu à un autre banquier, Carlo Omodei. La famille Omodei n'a jamais habité le palais, qui a conservé son nom d'origine Marino et a été loué à diverses importantes familles milanaises.
En 1781, le palais fut de nouveau acheté par l'État et devint le siège des bureaux administratifs et fiscaux. Le palais a ensuite été restauré, supervisé par l'architecte Giuseppe Piermarini, qui a été responsable de la rénovation pour l'ensemble de la région.
En 1848, après les Cinq journées de Milan, le palais est temporairement utilisé comme siège du nouveau gouvernement de Lombardie. Finalement, il devient le siège de la municipalité de Milan le 19 septembre 1861. L'acquisition du palais par l'administration de la ville a marqué le début d'une nouvelle restauration du bâtiment et des alentours. La partie qui occupait la Piazza della Scala a été démolie pour créer la place. La façade du Palazzo Marino face à la place a été refaite pour devenir la façade principale du palais d'après un dessin de Luca Beltrami. La façade a été achevée en 1892.
Le palais a fait l'objet d'une seconde restauration après la fin de la Seconde Guerre mondiale. Les stucs et les fresques originales du Salone degli Alessi qui ont été gravement endommagés par des bombardements alliés ont été recréés par des artistes de l'époque.

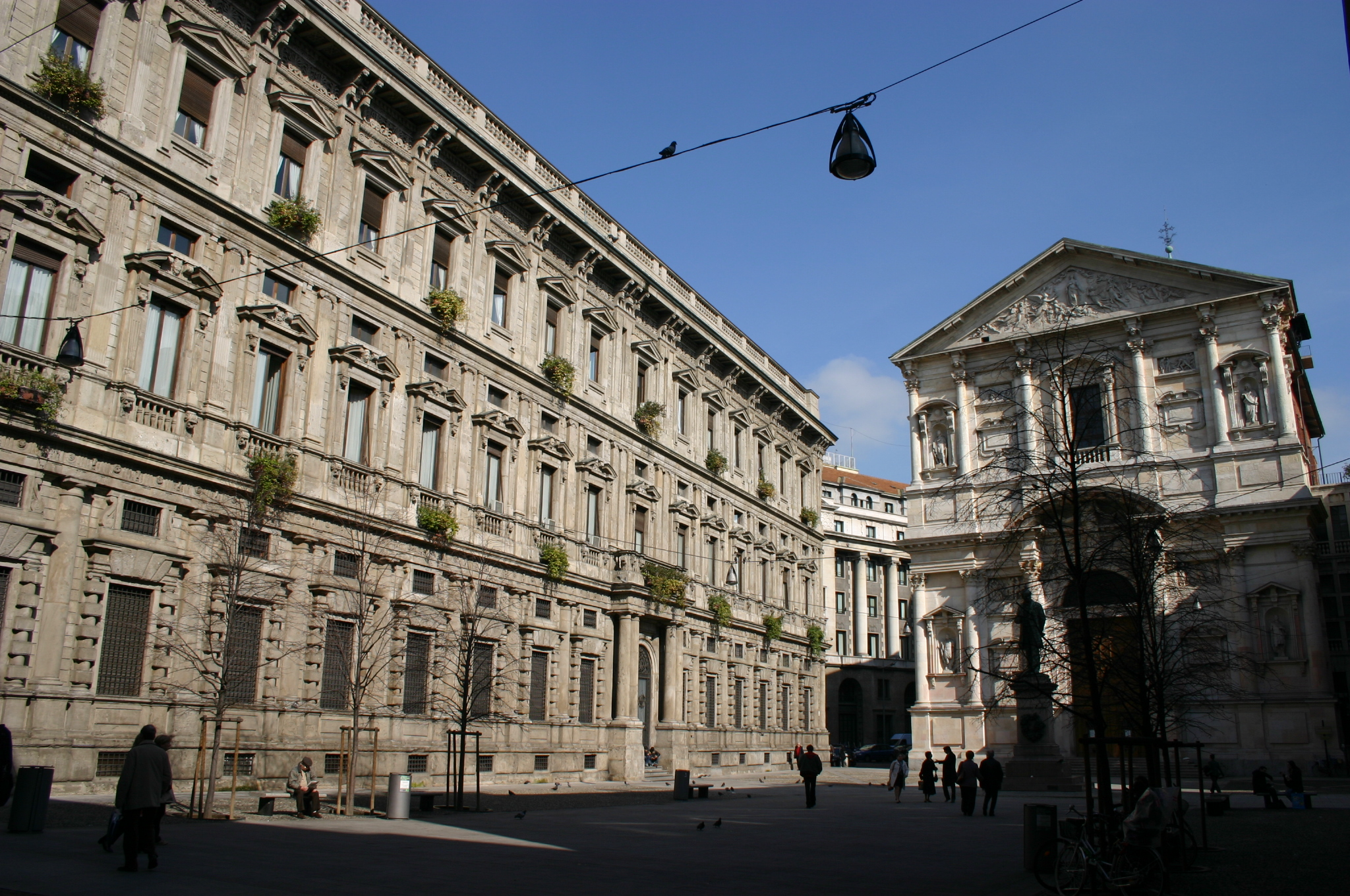
Façade sur la Piazza San Fedele
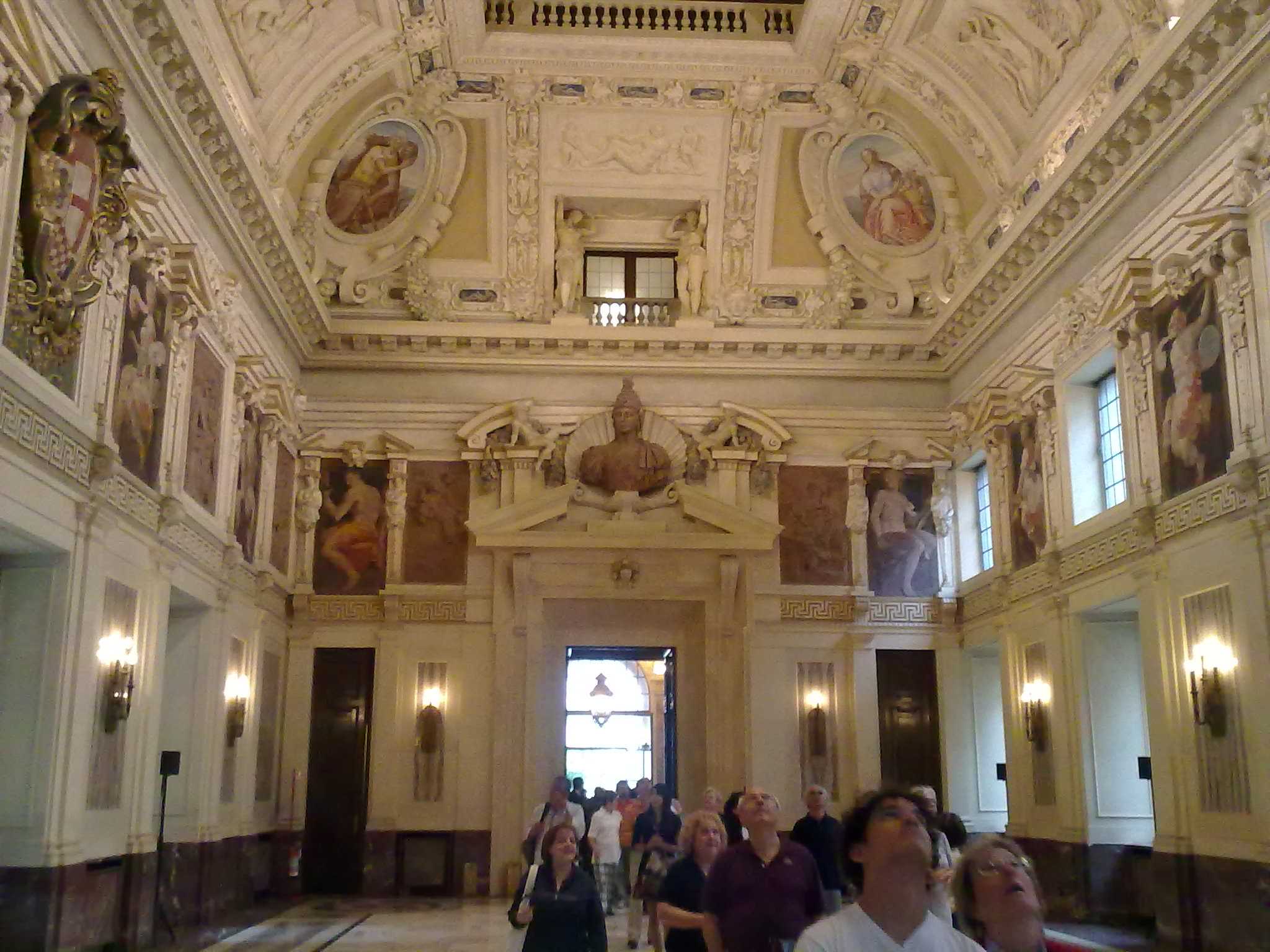
Salle degli Alessi
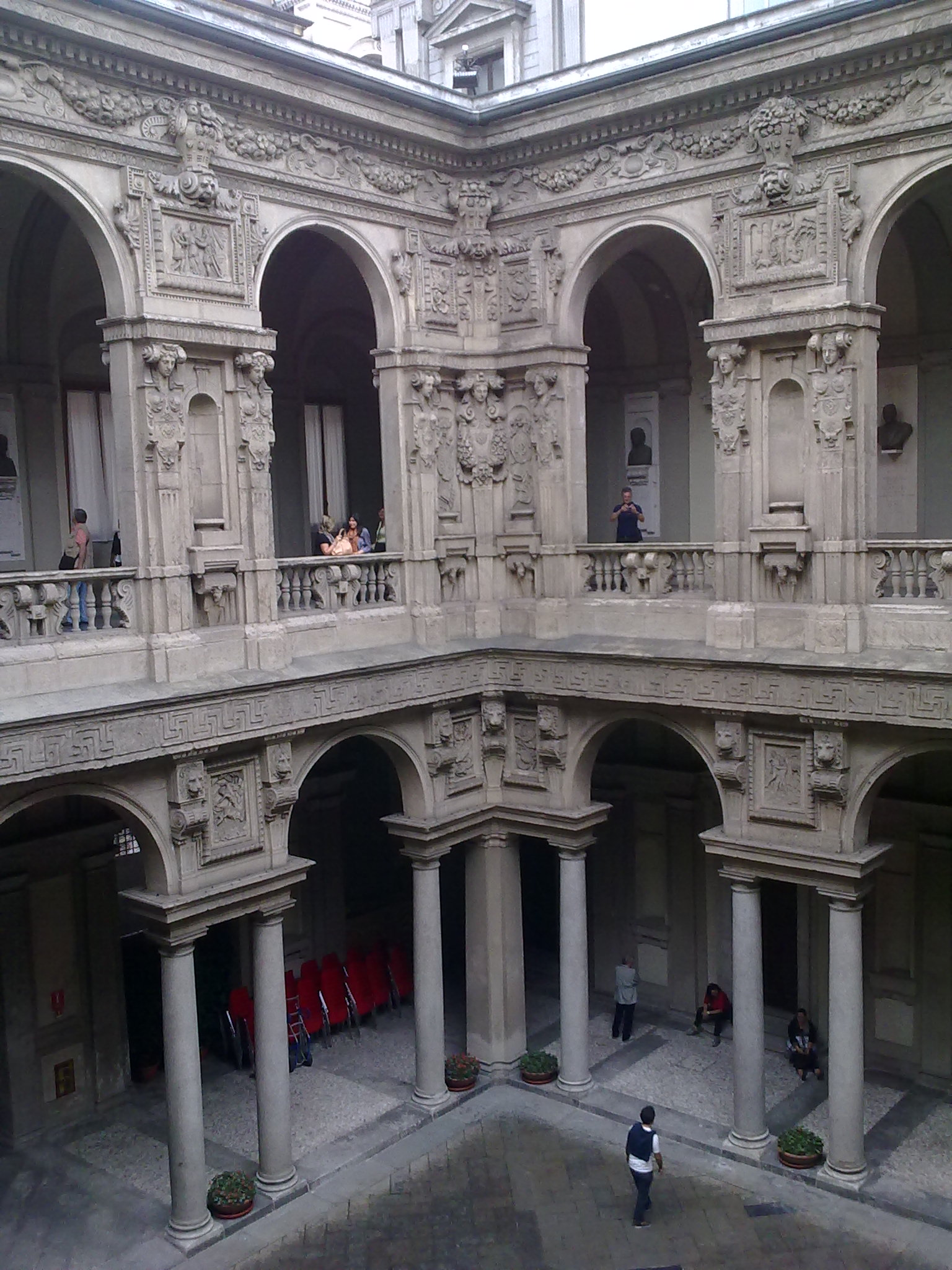
Cour d'honneur
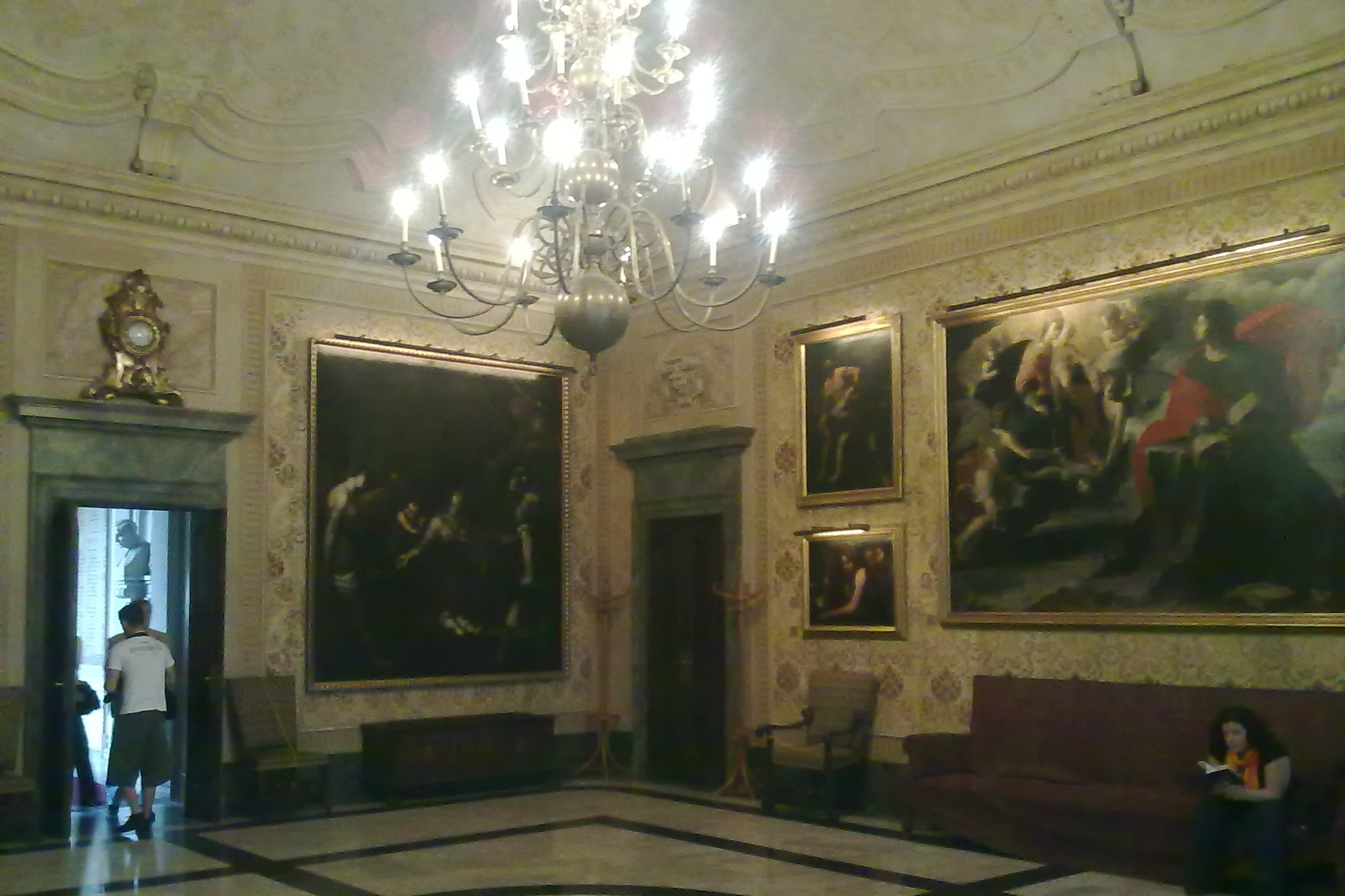
Salle de l'horloge
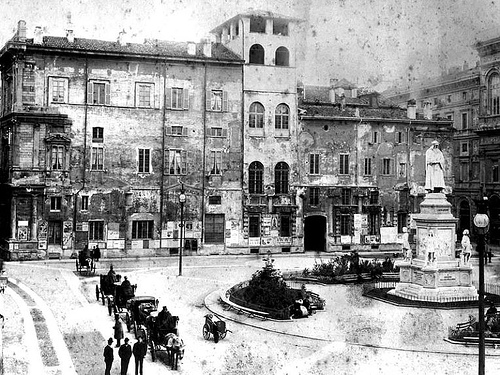
la façade Piazza Scala avant la restauration

## Source de traduction
- (en) Cet article est partiellement ou en totalité issu de l’article de Wikipédia en anglais intitulé « Palazzo Marino » (voir la liste des auteurs).